# Kiba Inuzuka
Kiba Inuzuka er en fiktiv person fra den japanske Animeserie Naruto og fortsættelsen til denne – Shippuden. Han er altid ledsaget af sin hund Akamaru. I første del har Kiba en grå jakke med hætte (som han ofte har på) og mørkegrå pelskanter. I anden del har Kiba sort tøj på, med en nettrøje under. Akamaru er blevet så stor at Kiba kan ride på ham.
Kiba er på Team 8, som desuden består af hans Sensei (læremester) Kurenai Yuhi, Hinata Hyuuga, og Shino Aburame.
Kiba er en del af Inuzukaklanen via sin mor Tsume og han har desuden en storesøster, Hana. Inuzukaklanens mærke er en rød trekant på hver kind.